# Crescent Motor Car Company (Missouri)
Crescent Motor Car Company war ein US-amerikanischer Hersteller von Automobilen aus Missouri. Eine andere Quelle verwendet die Firmierung Crescent Motor Company.

## Unternehmensgeschichte
Edward L. Beebe, William H. Foster, Albert G. Nelson und George A. Root gründeten das Unternehmen im April 1914. Der Sitz war in St. Louis. Im Mai 1914 entstand das erste Fahrzeug. Als Markenname war Crescent geplant. Im Juli folgten zwei weitere Wagen. In dem Monat erhielten sie rückwirkend den Markennamen Superior. Im gleichen Jahr endete die Produktion. Eine Quelle meint, dass nach Juli 1914 nicht mehr viele Fahrzeuge gefertigt wurden.
Es gab keine Verbindungen zur Superior Automobile Company und zu Briggs & Stratton, die ein paar Jahre vorher den gleichen Markennamen verwendeten. Ein paar Jahre vorher gab es in Michigan eine namensgleiche Crescent Motor Car Company.

## Fahrzeuge
Im Angebot stand nur ein Modell. Es hatte einen Vierzylindermotor. Als Hubraum sind 201,4 Kubikzoll (3300 cm³) angegeben. Das Fahrgestell hatte 295 cm Radstand. Erhältlich waren entweder Roadster und Tourenwagen oder nur ein Tourenwagen mit fünf Sitzen. Der Neupreis lag im Bereich um 1000 US-Dollar.